# Buque de instalación de turbinas eólicas

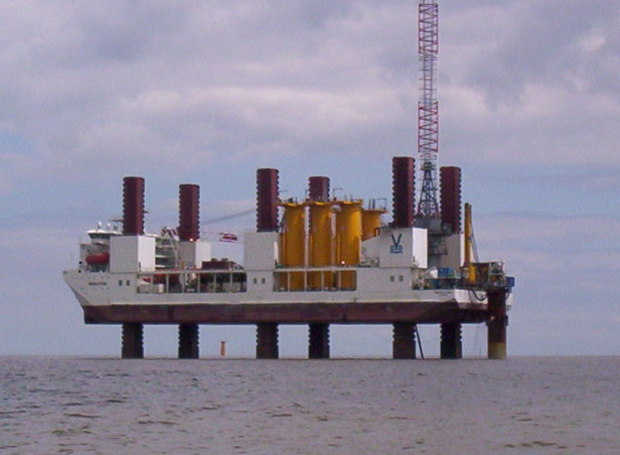
Resolución TIV MPI, la primera WTIV

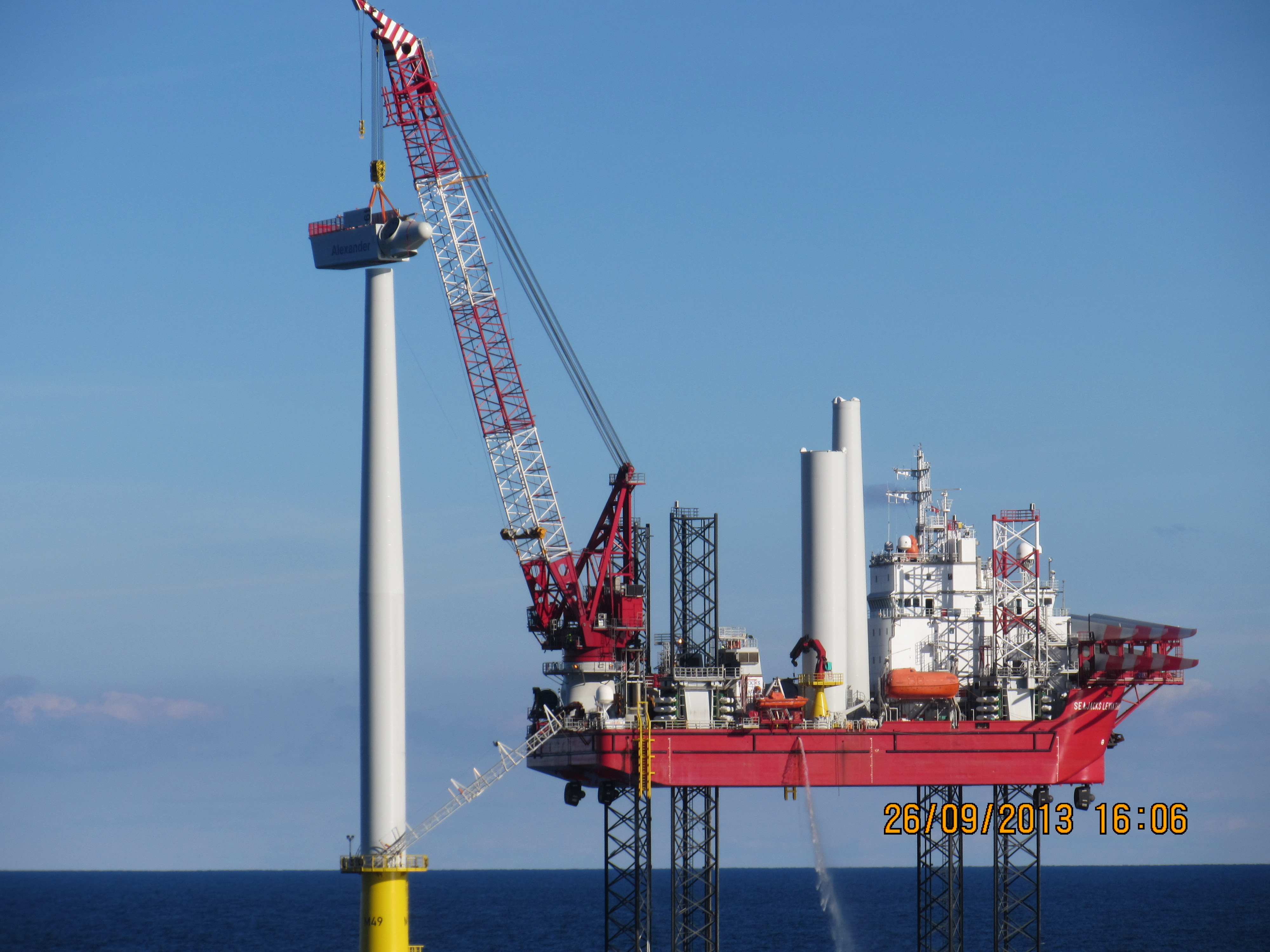
En el parque eólico marino Meerwind

Un buque de instalación de turbinas eólicas, en inglés wind turbine installation vessel  (WTIV), es un buque diseñado específicamente para la instalación de turbinas eólicas marinas . En 2020 había 16 buques de este tipo. 
La mayoría son plataformas autoelevadoras. Para permitir una rápida reubicación en el parque eólico, está autopropulsado. También tiene un casco delgado con forma de barco  para lograr un rápido tiempo de respuesta en caso de algún accidente, ya que el buque transporta varias bases o turbinas eólicas en cada viaje. Los propulsores azimutales se utilizan para posicionar el buque durante las operaciones de elevación.  Algunas embarcaciones utilizan los propulsores en posicionamiento dinámico (sin elevación) para mantener estable el martinete vibratorio al instalar los cimientos.  Algunos pueden transportar cinco turbinas eólicas modernas y levantar 700 toneladas sobre la cubierta.  
Un barco puede costar  $335 millones, o 220.000 dólares por día.  Un leasing de 3 años puede costar 90€ millones. 
En 2023, la flota de 16 buques se amplío a 23 buques, de los cuales siete pueden manejar las turbinas más grandes.   El rápido crecimiento del tamaño de las turbinas supone un desafío incluso para los buques más grandes.  En China, la falta de buques adecuados está frenando la construcción de parques eólicos marinos. 
Un complemento a los WTIV equipados con grúas pueden ser los buques alimentadores sin grúa con compensación de movimiento .   Algunos WTIV tienen una grúa pero no patas.  
Los proyectos incluyen 155 m de altura de grúa y con una capacidad de elevación de 1.600   hasta à 3.000 toneladas. 
Algunos WTIV utilizan fluidos hidráulicos biodegradables para minimizar el impacto en el ecosistema durante las fugas.  En Corea, algunos buques están aprobados para transportar gas natural licuado . 
La construcción del aerogenerador Charybdis de cuatro patas, con un costo de 715 millones de dólares,    programado para el Revolution Wind de 700 MW en 2023 y el Sunrise Wind de 924 MW en 2024.  Para que estos buques resulten rentables, se requieren entre 500 y 800 MW de instalación al año durante cinco años. 